# Lophorrhachia burdoni
Lophorrhachia burdoni là một loài bướm đêm trong họ Geometridae.